# نصرالله پورجوادی
نصراللّٰه پورجوادی (زادهٔ ۲۷ تیر ۱۳۲۲ در تهران) فلسفه‌دان، استاد دانشگاه تهران، مصحح متون، نویسنده، عرفان‌پژوه و بنیان‌گذار و رئیس پیشین مرکز نشر دانشگاهی است.

## تحصیلات
نصراللّٰه پورجوادی، فرزند ماشاءاللّٰه، از خانواده‌ای اصالتاً اصفهانی در تهران زاده شد. او پس از پایان دورهٔ دبیرستان برای ادامه‌تحصیل به ایالات متحده آمریکا رفت و کارشناسی خود را در رشتهٔ فلسفه از دانشگاه کالیفرنیا، سان‌فرانسیسکو دریافت کرد. پس از بازگشت به ایران، در سال ۱۳۴۶ به دانشکدهٔ ادبیات و علوم انسانی دانشگاه تهران رفت و موفق به دریافت مدرک کارشناسی ارشد رشتهٔ فلسفه در سال ۱۳۵۱ و سپس دکترای فلسفه در سال ۱۳۵۷ از این دانشگاه شد. استاد راهنمای او سید حسین نصر بود.

## زندگی حرفه‌ای

### کار ادبی
پس از انقلاب ۱۳۵۷ ایران وی مدتی عضو شورای عالی انقلاب فرهنگی بود. مهم‌ترین کار پورجوادی تأسیس مرکز نشر دانشگاهی در سال ۱۳۵۹ بود که خود تا سال ۱۳۸۲ ریاست آن را بر عهده داشت. در مدت کار وی، نزدیک به ۱۵۰۰ کتاب پژوهشی در این مرکز به چاپ رسید و چندین مجلهٔ پژوهشی ازجمله نشر دانش، مجلهٔ معارف، مجلهٔ زبان‌شناسی، مجلهٔ باستان‌شناسی و مجلهٔ تاریخ (به زبان فارسی) و مجلهٔ لقمان (به زبان فرانسوی) انتشار می‌یافت.

### برکناری
وی در دوره وزارت جعفر توفیقی در وزارت علوم، تحقیقات و فناوری، به سال ۱۳۸۲ از ریاست مرکز نشر دانشگاهی برکنار شد. برکناری پورجوادی از مرکز نشر دانشگاهی در رسانه‌ها و مطبوعات پر خواننده آن دوره، مورد اعتراض واقع شد. مدافعان عملکرد وی معتقدند که پس از پورجوادی، مرکز نشر دانشگاهی تا به امروز هیچ‌گاه نتوانسته به جایگاه آغازین خود دست پیدا بکند و در سال‌های اخیر هیچ گونه فعالیت ابتکاری و نو و مؤثر از این مرکز مشاهده نشده است.

### امروز

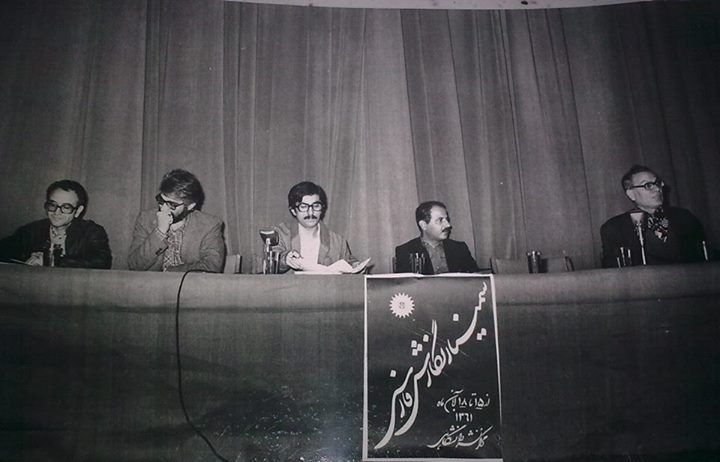
از راست: خسرو فرشیدورد، محمد طباطبایی، سعید حمیدیان، نصرالله پورجوادی و محمدرضا شفیعی کدکنی، سمینار نگارش فارسی، مرکز نشر دانشگاهی، ۱۳۶۱

نصرالله پورجوادی هم‌اکنون عضو پیوسته فرهنگستان زبان و ادب فارسی است. پورجوادی پژوهشگر و نویسنده پُرکاری است و نوشته‌های وی را ناشران معتبر منتشر می‌کنند. مقاله‌های او در مجله‌های معتبر به چاپ می‌رسد. پورجوادی در سال‌های اخیر یادداشت‌های فیس‌بوکی می‌نویسد و در رسانه‌های مجازی فعال است.

## نوشته‌ها
برخی از نوشته‌ها:
1. داستان مرغان، رسالةالطّیر احمد غزالی، تهران: انجمن حکمت و فلسفهٔ ایران، ۱۳۵۵ (تصحیح و مقدمه‌های فارسی و انگلیسی).
2. مکاتبات احمد غزالی با عین‌القضات همدانی، خانقاه نعمت‌اللهی، ۱۳۵۶ (تصحیح).
3. بحر الحقیقه، احمد غزالی، انجمن حکمت و فلسفهٔ ایران، ۱۳۵۶ (تصحیح و مقدمه).
4. سلطان طریقت، سوانح زندگی و شرح آثار احمد غزالی، تهران: آگاه، ۱۳۵۸ (تألیف).
5. درآمدی به فلسفهٔ افلوطین، انجمن حکمت و فلسفهٔ ایران، ۱۳۶۴؛ چاپ سوم، ۱۳۷۸ (تألیف).
6. سوانح، احمد غزالی، تهران: بنیاد فرهنگ ایران، ۱۳۵۹ (تصحیح).
7. عارفی از الجزایر [ترجمه]، تألیف مارتین لینگز، مؤسسهٔ مطالعهٔ فرهنگ‌ها، ۱۳۶۰؛ چاپ دوم، انتشارات هرمس، ۱۳۷۸.
8. تاریخ فلسفه در اسلام، به کوشش میان‌محمد شریف، گروه مترجمان، ۴ جلد، مرکز نشر دانشگاهی، ۱۳۶۲/۱۳۷۰. [نظارت بر ترجمه‌ی فارسی].
9. زندگی و آثار شیخ ابوالحسن بُسْتی، مؤسسهٔ مطالعات و تحقیقات فرهنگی، ۱۳۶۴.
10. نهج‌الخاص (تصحیح و مقدمه)، ابومنصور اصفهانی، در تحقیقات اسلامی، تهران: ۱۳۶۷.
11. محموعهٔ آثار ابوعبدالرحمن سُلَّمی، ۲ جلد، مرکز نشر دانشگاهی، ۱۳۶۹/۱۳۷۲.
12. بوی جان (مجموعه‌مقاله)، مرکز نشر دانشگاهی ۱۳۷۲.
13. شعر و شرع (بحثی دربارهٔ فلسفهٔ شعر از نظر عطّار)، اساطیر ۱۳۷۴.
14. عین‌القضاة و استادان او، اساطیر ۱۳۷۴.
15. رؤیت ماه در آسمان، مرکز نشر دانشگاهی ۱۳۷۵.
16. اشراق و عرفان (مقاله‌ها و نقدها)، مرکز نشرد انشگاهی، ۱۳۸۰.
17. مثنوی رحیق‌التحقیق (به انضمام رباعیات و اشعار دیگر)، تصنیف مبارکشاه مرورودی، مقدمه و تصحیح، مرکز نشر دانشگاهی. ۲۰۰۲
18. دو مجدِّد (پژوهش‌هایی دربارهٔ محمد غزالی و فخر رازی)، مرکز نشر دانشگاهی ۱۳۸۱. (کتاب برگزیدهٔ سال ۱۳۸۲)
19. ریاض‌الافکار در توصیف خزان و بهار، تألیف یارعلی تبریزی، مقدمه و تصحیح، مرکز نشر دانشگاهی ۱۳۸۲.
20. بلبل‌نامهٔ علی گیلانی (تصحیح)، تهران: فرهنگستان زبان و ادب فارسی، ۱۳۸۳.
21. ایران مظلوم، مجموعه سرمقاله‌های نشر دانش، مرکز نشر دانشگاهی ۱۳۸۳.
22. اجتماع علامه یا حکیم نامه، اوحدالدین طبیب رازی، مقدمه و تصحیح، انجمن حکمت و فلسفهٔ ایران ۱۳۸۴. (نویسندهٔ برگزیدهٔ حامیان نسخ خطی ۱۳۸۴)
23. نسیم اُنس (مجموعه‌مقالات)، اساطیر ۱۳۸۴.
24. مرآت‌المعانی/ به انضمام گزیدهٔ سیرالعارفین، جمالی دهلوی، (تصحیح)، حقیقت ۱۳۸۴.
25. پژوهش‌های عرفانی/ جستجو در منابع کهن، (مجموعه‌مقالات)، نشر نی، ۱۳۸۵.
26. مثنوی «روز و شب»، (تصحیح)، سرودهٔ حکیم نزاری قهستانی، نشر نی، ۱۳۸۵.
27. گلشن لطافت، (مناظرهٔ عقل و دولت و بخت) (تصحیح)، سرودهٔ قاسم ساغرجی، ۱۳۸۵.
28. زبان حال در عرفان و ادبیات پارسی، هرمس، ۱۳۸۵.
29. لغت موران، شهاب‌الدین سهروردی، تصحیح، انجمن حکمت و فلسفهٔ ایران ۱۳۸۶.
30. بادهٔ عشق (مجموعه‌مقالات)، کارنامک ۱۳۸۷.
31. مجموعهٔ آثار ابو عبدالرحمن سلمی، جلد ۳، گرد آوری با همکاری محمد سوری، تهران: مؤسسه پژوهشی حکمت و فلسفه ایران، ۱۳۸۸؛ چاپ دوم: ۱۳۹۸.
32. دیوان اشعار جلال طبیب شیرازی، (تصحیح)، فرهنگستان زبان و ادب فارسی ۱۳۸۹.
33. علم التصوف، تألیف در حدود سال ۴۰۰ هجری از نویسنده‌ای ناشناخته، به تصحیح و تحقیق نصرالله پورجوادی و محمد سوری، تهران: مؤسسه پژوهشی حکمت و فلسفهٔ ایران، ۱۳۹۱؛ چاپ دوم: ۱۳۹۷؛ چاپ سوم: ۱۳۹۸.
34. عهد الست، فرهنگ معاصر، ۱۳۹۳
35. دریای معرفت، از بایزید بسطامی تا نجم دایه، نشر هرمس ۱۳۹۹
36. پروانه و آتش، از حلاج تا حافظ (سیر تحولات یک تمثیل عرفانی) نشر فرهنگ معاصر
37. از مانویت به تصوف، نشر برسم، ۱۴۰۲